# Medaille van verdiensten voor het bewaken van de openbare orde
De Medaille van verdiensten voor het bewaken van de openbare orde (Russisch: За отличие в охране общественного порядка") werd op 1 november 1950 ingesteld door de Opperste Sovjet en na de val van de Sovjet-Unie aangehouden tijdens de hervorming op 2 maart 1994 van het uit de Sovjet-Unie stammende decoratiestelsel. Deze onderscheiding is bestemd voor medewerkers van het ministerie van Binnenlandse Zaken en soldaten van dat ministerie voor moed tijdens het bestrijden van criminaliteit. De medaille kan ook aan burgers woorden uitgereikt.
De ronde zilveren medaille van de Russische Federatie is van zilver en heeft een diameter van 32 millimeter. Op de voorzijde staat binnen een krans "ЗА ОТЛИЧИЕ В ОХРАНЕ ОБЩЕСТВЕННОГО ПОРЯДКА" (Russisch voor "voor verdiensten voor het bewaken van de openbare orde"). Op de vlakke keerzijde is ruimte voor een serienummer.
De Sovjet-medaille droeg op de voorzijde dezelfde tekst zonder krans, maar met een vijfpuntige ster. De keerzijde was versierd met het wapen van de Sovjet-Unie en de letters "CCCP".
De medaille hangt aan een vijfhoekig opgemaakt blauw lint met brede rode biesen en twee smalle centrale rode strepen.